# TuS Essen-West
Der TuS Essen-West (vollständiger Name: Turn- und Spielverein Essen-West 1881 e. V.) ist ein Sportverein aus dem Essener Stadtteil Holsterhausen. Die erste Fußballmannschaft spielt in der Bezirksliga Niederrhein. Der Verein spielte zwei Jahre in der damals zweitklassigen II. Division.

## Geschichte
Der Verein wurde im Juni 1881 als TV 1881 Altendorf gegründet. Am 13. September 1919 fusionierte der Verein mit dem Spielverein Essen-West, der im Jahre 1911 durch eine Fusion des Ball-SV Borussia Essen-West und SK Hohenzollern Essen-West entstand, zum TSV Essen-West. Im Rahmen der Reinlichen Scheidung spaltete sich der Verein im Jahre 1923 in den TuS Essen-West und den TV Essen-West auf. Im Jahre 1930 trat der BV Germania Essen-West bei, bevor 1933 der TuS Essen-West mit dem TV Essen-West fusionierte. Gemeinsam mit der Kruppschen TG Essen bildete der Verein zwischen 1943 und 1945 eine Kriegsspielgemeinschaft.
Im Jahre 1949 stieg die erste Mannschaft in die Landesliga Niederrhein auf und wurde auf Anhieb Vierter. Der Verein wurde in die damals zweitklassige II. Division West aufgenommen, in der sich der TuS zwei Jahre lang hielt. Nur drei Jahre später folgte der Abstieg in die Bezirksliga. Anfang der 1960er Jahre kehrte der Verein in die nunmehr viertklassige Landesliga zurück, trat dort allerdings nur noch als Fahrstuhlmannschaft auf. Nach dem Abstieg in die Kreisliga A 2004, folgte ein weiterer Abstieg in die Kreisliga B 2008. Seit 2011 spielt der Verein wieder in der Bezirksliga Niederrhein. 2015 gelang der Aufstieg in die Landesliga Niederrhein, aus der man zwei Jahre später wieder absteigen musste. Aktuell spielt der TuS Essen-West in der Bezirksliga Gruppe 6.

## Persönlichkeiten
- Willi Korth
- Michael Lameck
- Stefan Lorenz
- Karlheinz Mozin
- Willi Multhaup
- Willi Vordenbäumen